# مهدی‌آباد (جوادآباد)
مهدی‌آباد روستایی در دهستان بهنام عرب جنوبی بخش جوادآباد شهرستان ورامین استان تهران ایران است.
این روستا در دهستان بهنام عرب جنوبی قرار دارد.

## جمعیت
بر پایه سرشماری عمومی نفوس و مسکن در سال ۱۳۹۵ این روستا بدون جمعیت بوده‌است.